# Kit West
Kit West (6 de febrero de 1936 - 17 de abril de 2016) fue un artista británico de efectos especiales que fue más conocido por su trabajo en las películas Raiders of the Lost Ark y Star Wars: Episode VI - Return of the Jedi

## Primeros años
Nacido en Londres, sus primeras películas fueron películas de formación gubernamental y militar producidas por Realist Film Unit como ayudante de cámara. Sirvió dos años en el ejército británico, donde adquirió experiencia en pirotecnia. Después trabajó en el campo de la publicidad televisiva. A partir de 1963 trabajó para el mundo del cine de efectos especiales interviniendo, en sus inicios, en películas como The Kiss of the Vampire, Moon Zero Two y La pantera rosa ataca de nuevo.
En 1969, coincidiendo con un periodo de escasos rodajes, trabajó como cámara para el corresponsal de TVE en Gran Bretaña, José Antonio Plaza.

## Premios y nominaciones
Premios Óscar
| Año  | Categoría                | Película                | Resultado |
| ---- | ------------------------ | ----------------------- | --------- |
| 1982 | Mejores efectos visuales | Raiders of the Lost Ark | Ganador   |
| 1986 | Mejores efectos visuales | Young Sherlock Holmes   | Nominado  |
| 1997 | Mejores efectos visuales | Dragonheart             | Nominado  |

### BAFTA
- Premios BAFTA 1983 - Star Wars: Episode VI - Return of the Jedi - por los efectos especiales. Gana, compartido con Richard Edlund, Dennis Muren y Ken Ralston.[8]

## Filmografía
- 1963: The Kiss of the Vampire
- 1963: Paranoiac
- 1963: The Damned
- 1964: First Men in the Moon
- 1965: La Batalla de las Ardenas
- 1965: She
- 1966: Lost Command
- 1967: Quatermass and the Pit
- 1967: Más peligrosas que los hombres
- 1967: El cerebro de un billón de dólares
- 1968: Salt and Pepper
- 1969: Moon Zero Two
- 1969: Play Dirty
- 1969: Some Girls Do
- 1970: El Condor
- 1971: Catlow
- 1971: Doc
- 1973: Charley One-Eye
- 1974: Bram Stoker’s Dracula
- 1975: Love and Death
- 1975: The Wilby Conspiracy
- 1975: Paper Tiger
- 1976: La pantera rosa ataca de nuevo
- 1977: Equus
- 1978: The Wild Geese
- 1979: Avalanche Express
- 1979: Meetings with Remarkable Men
- 1980: The Sea Wolves
- 1980: The Big Red One
- 1981: Raiders of the Lost Ark
- 1981: El león del desierto
- 1983: Star Wars: Episode VI - Return of the Jedi
- 1984: Dune
- 1985: Young Sherlock Holmes
- 1985: Eleni
- 1985: King David
- 1986: James Clavell’s Tai-Pan
- 1987: El imperio del sol
- 1987: Rent-a-Cop
- 1988: Taffin
- 1989: Casualties of War
- 1991: Todo por la pasta
- 1992: 1492: la conquista del paraíso
- 1992: Shadow of the Wolf
- 1992: Soldado universal
- 1996: Daylight
- 1996: Dragonheart
- 1997: Kull el Conquistador
- 1998: Black Dog
- 2001: Enemy at the Gates
- 2004: The Bourne Supremacy
- 2004: La vuelta al mundo en 80 días
- 2005: Doom: la puerta del infierno
- 2008: City of Ember: En busca de la luz